# Prvenstvo Hrvatske u hokeju na travi 1992.
Prvenstvo Hrvatske u hokeju na travi za 1992., prvo u samostalnoj Hrvatskoj je osvojio Marathon iz Zagreba.

## Ljestvice i rezultati

### 1. liga
| mj | klub                          | ut | pob | neod | por | golovi | bod |
| -- | ----------------------------- | -- | --- | ---- | --- | ------ | --- |
| 1. | Marathon Zagreb               | 10 | 9   | 1    | 0   | 48:11  | 19  |
| 2. | Jedinstvo Zagreb              | 10 | 7   | 1    | 2   | 17:9   | 15  |
| 3. | Mladost Zagreb                | 10 | 4   | 1    | 5   | 25:25  | 9   |
| 4. | Trešnjevka Zagreb             | 10 | 4   | 0    | 6   | 15:17  | 8   |
| 5. | Zelina - Sveti Ivan Zelina    | 10 | 3   | 0    | 7   | 12:25  | 6   |
| 6. | Jedinstvo Sveti Križ Začretje | 10 | 1   | 1    | 8   | 7:37   | 6   |

### Ukupni poredak
```
1. 
Marathon Zagreb

2. 
Jedinstvo Zagreb

3. 
Mladost Zagreb

4. 
Trešnjevka Zagreb

5. 
Zelina (Sveti Ivan Zelina)

6. Jedinstvo Sveti Kriš Začretje
7. 
Concordia Zagreb

8. 
Akademičar Zagreb

9. 
Zagreb
```